# Vittorio Prodi
Vittorio Prodi (n. 19 mai 1937, Reggio Emilia, Italia – d. 30 iulie 2023, Bologna, Italia) a fost un om politic italian, membru al Parlamentului European în perioada 2004-2009 din partea Italiei.

## Legături externe
Materiale media legate de Vittorio Prodi la Wikimedia Commons